# Móng bò trắng
Móng bò trắng, móng bò nhọn (danh pháp hai phần: Bauhinia acuminata) là một loài thực vật có hoa đặc hữu của Đông Nam Á. Không thể xác định vùng đặc hữu chính xác của loài do loài này được lai tạo và nhân giống phổ biến, nhưng có thể đây là loài cây từ Malaysia, Indonesia (Java, Borneo, Kalimantan, Quần đảo Nusa Tenggara), và Philippines.
Cây móng bò trắng có thể phát triển cao đến 3 mét. Như các loài khác thuộc chi Ban, lá cây gồm có hai thùy, và có dạng như móng chân bò; dài và rộng tương ứng 6 và 15 centimet, phần khuyết vào trong sâu khoảng 5 cm; cuống lá dài từ 1,5 đến 4 cm. Các hoa có mùi thơm, đường kính từ 8 đến 12 cm, gồm năm cánh hoa màu trắng, mười nhị hoa có đầu nhị màu vàng và một nhụy hoa có đầu nhụy màu xanh lá. Quả của cây có dạng quả đậu dài từ 7,5 đến 15 cm, rộng 1,5 đến 1,8 cm.
Cây móng bò trắng được lai tạo rộng rãi ở những vùng nhiệt đới để trồng làm cảnh.